# Premi Robert F. Kennedy de Drets Humans
El Premi Robert F. Kennedy de Drets Humans fou creada pel Memorial Robert F. Kennedy en 1984, ara conegut com a Robert F. Kennedy Human Rights per honrar persones d'arreu del món que mostren valentia i han contribuït significativament als drets humans al seu país.
A més de rebre un premi financer, els guardonats poden associar-se amb el Centre RFK en projectes per avançar en el treball dels drets humans, beneficiant-se dels recursos i les tecnologies a la disposició de la fundació). Alguns han aconseguit els seus objectius, alguns estan exiliats del seu país d'origen. La majoria continua vivint al seu país d'origen i treballant amb el suport del centre per establir els drets humans als quals estan treballant.
Des de 1984, s'han concedit premis a 37 persones i organitzacions, de 24 països diferents.

## Premiats
| Any  | Guardonat                              | País o organització |
| ---- | -------------------------------------- | ------------------- |
| 2018 | Color of Change                        | Estats Units        |
| 2018 | International Indigenous Youth Council | Estats Units        |
| 2018 | March For Our Lives                    | Estats Units        |
| 2018 | United We Dream                        | Estats Units        |
| 2017 | Alfredo Romero                         | Veneçuela           |
| 2016 | Glenn E. Martin                        | Estats Units        |
| 2016 | Andrea C. James                        | Estats Units        |
| 2015 | Natalia Taubina                        | Rússia              |
| 2014 | Adilur Rahman Khan                     | Bangladesh          |
| 2013 | Ragia Omran                            | Egipte              |
| 2012 | Librada Paz                            | Estats Units        |
| 2011 | Frank Mugisha                          | Uganda              |
| 2010 | Abel Barrera Hernández                 | Mèxic               |
| 2009 | Magodonga Mahlangu                     | Zimbàbue            |
| 2009 | Women of Zimbabwe Arise                | Zimbàbue            |
| 2008 | Aminatou Haidar                        | Western Sahara      |
| 2007 | Mohammed Ahmed Abdallah                | Sudan               |
| 2006 | Sonia Pierre                           | Dominican Republic  |
| 2005 | Stephen Bradberry                      | Estats Units        |
| 2004 | Delphine Djiraibe                      | Txad                |
| 2003 | Coalition of Immokalee Workers         | Estats Units        |
| 2002 | Loune Viaud                            | Haití               |
| 2001 | Darci Frigo                            | Brasil              |
| 2000 | Martin Macwan                          | India               |
| 1999 | Michael Kpakala Francis                | Liberia             |
| 1998 | Berenice Celeyta                       | Colòmbia            |
| 1998 | Gloria Florez                          | Colòmbia            |
| 1998 | Jaime Prieto                           | Colòmbia            |
| 1998 | Mario Calixto                          | Colòmbia            |
| 1997 | Sezgin Tanrikulu                       | Turquia             |
| 1997 | Senal Sarihan                          | Turquia             |
| 1996 | Anonymous                              | Sudan               |
| 1995 | Kailash Satyarthi                      | India               |
| 1995 | Nguyen Dan Que                         | Vietnam             |
| 1995 | Doan Viet Hoat                         | Vietnam             |
| 1994 | Wei Jingsheng                          | R.P. de la Xina     |
| 1994 | Ren Wanding                            | R.P. de la Xina     |
| 1993 | Bambang Widjojanto                     | Indonesia           |
| 1992 | Chakufwa Chihana                       | Malawi              |
| 1991 | Avigdor Feldman                        | Israel              |
| 1991 | Raji Sourani                           | Palestine           |
| 1990 | Amilcar Mendez Urizar                  | Guatemala           |
| 1989 | Fang Lizhi                             | R.P. de la Xina     |
| 1988 | Gibson Kamau Kuria                     | Kenya               |
| 1987 | Kim Geun-tae                           | Corea del Sud       |
| 1987 | In Jae-keun                            | Corea del Sud       |
| 1986 | Zbigniew Bujak                         | Polònia             |
| 1986 | Adam Michnik                           | Polònia             |
| 1985 | Allan Boesak                           | South Africa        |
| 1985 | Beyers Naude                           | South Africa        |
| 1985 | Winnie Mandela                         | South Africa        |
| 1984 | CoMadres                               | El Salvador         |